# Hospital Pediátrico Dr. Avelino Lorenzo Castelán
El Hospital Pediátrico Avelino Lorenzo Castelán es un hospital público de la ciudad de Resistencia, en la provincia del Chaco, Argentina. Se encuentra en la calle Juan B. Justo 1136.

## Historia
En  1956 se creó el primer «Hospital para la Madre y el Niño» de la provincia del Chaco, momento en que también se reemplazaban las salitas de primeros auxilios por centros de salud. Avelino Castelán fue un pediatra chaqueño que participó de la fundación del primer hospital y en reconocimiento, el nosocomio lleva su nombre.
En la institución se atienden niños y niñas desde el primer mes de vida hasta los 14 años de edad.
El hospital se ha mudado varias veces, en sucesivas ampliaciones. En 2015, se inaugura  lo que se denominó la Ciudad Sanitaria de la ciudad de Resistencia un predio de cuatro manzanas, donde ya funciona el Hospital «J.C. Perrando» de alta complejidad, al que se suma este establecimiento.